# Carolina MacGillavrylaan

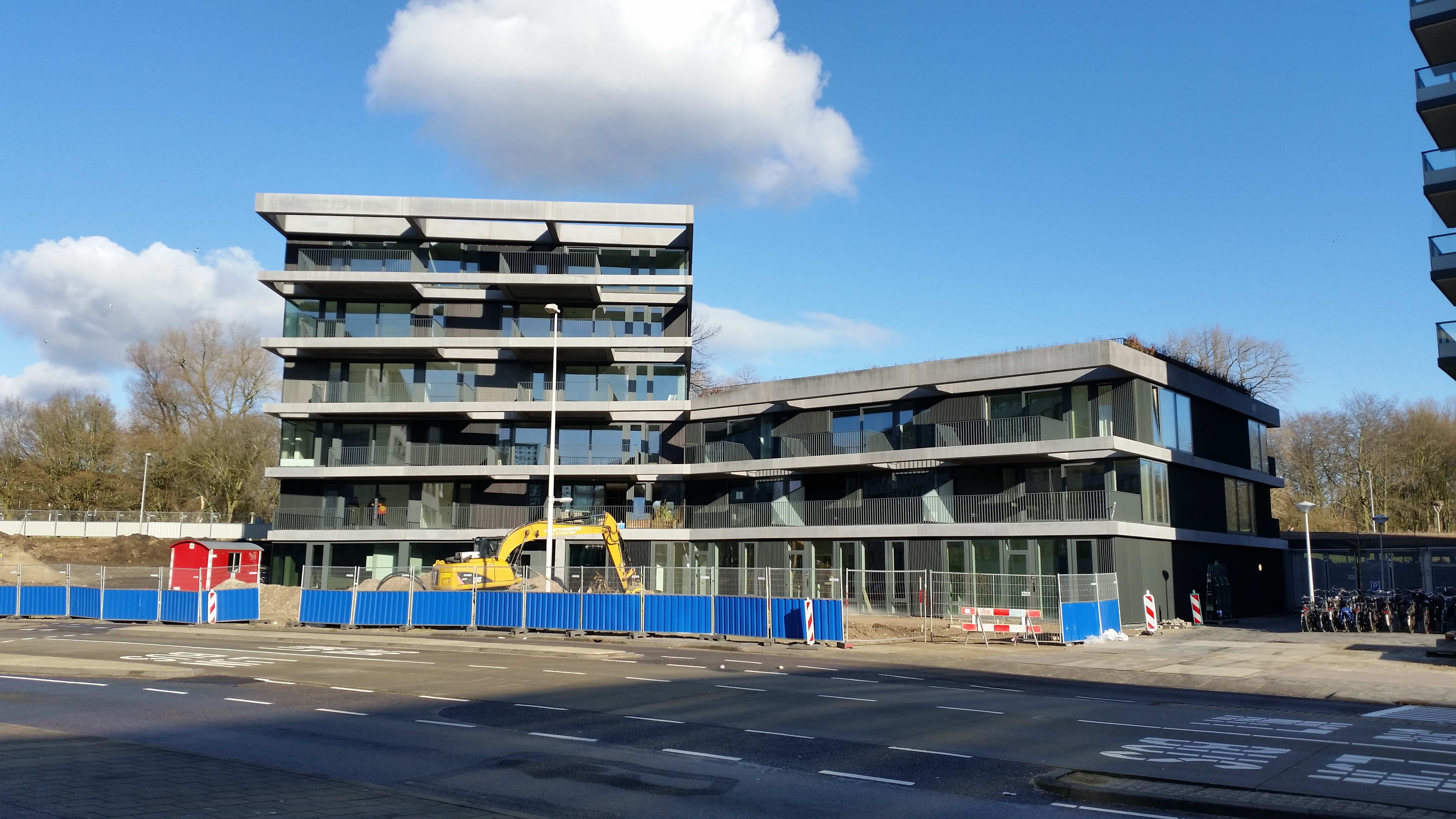
CPO (februari 2019)

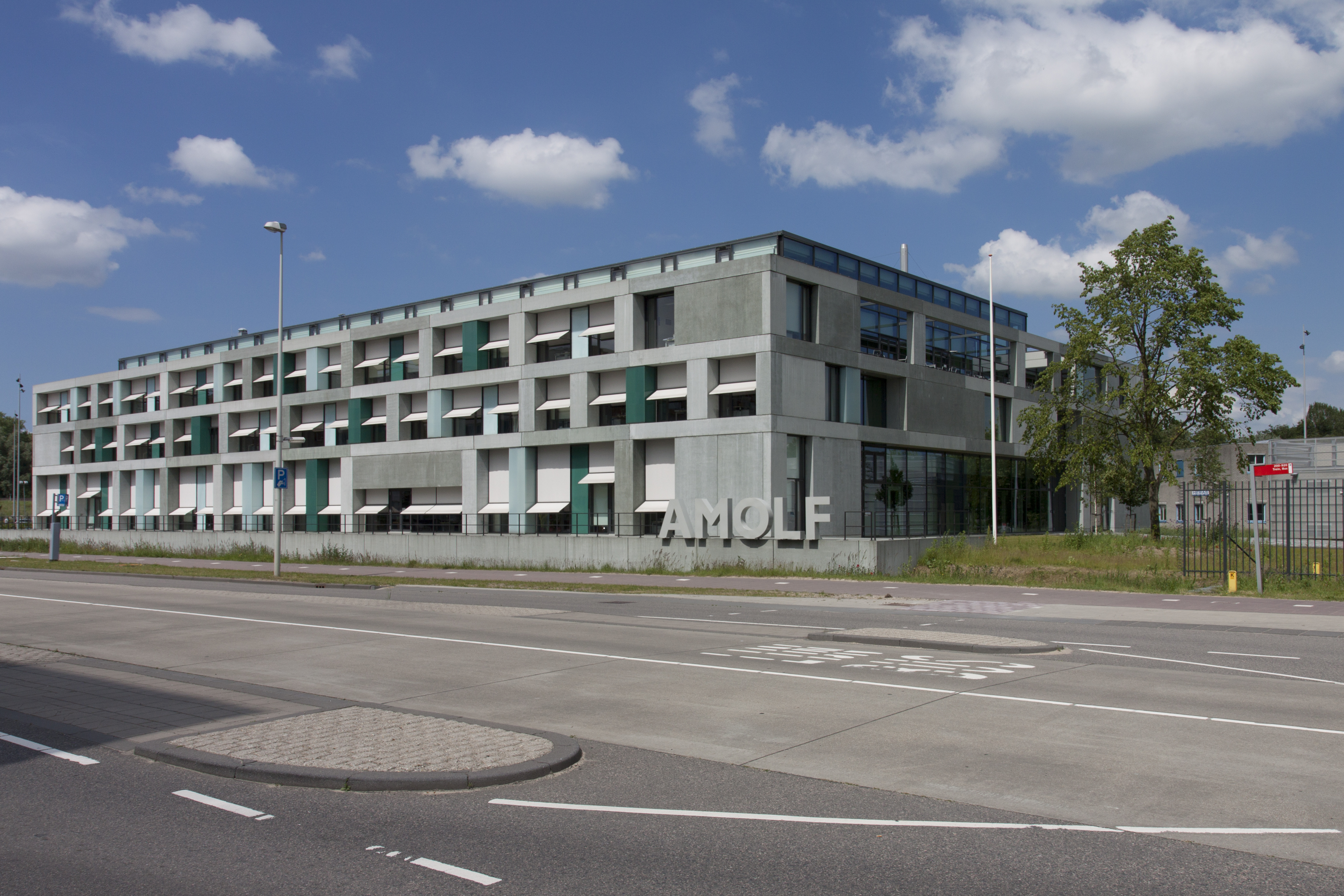
AMOLF in 2012

De Carolina MacGillavrylaan is een straat in Amsterdam-Oost.

## Geschiedenis en ligging
De straat kreeg per deelraadsbesluit op 28 september 2004 haar naam; ze werd daarbij vernoemd naar Carolina Henriette MacGillavry. De straat is gelegen in de wijk Science Park Amsterdam, MacGillavry was dan ook scheikundige, kristallografe en in die hoedanigheid van 1957 tot 1972 hoogleraar aan de Universiteit van Amsterdam. Ze woonde niet in deze buurt, maar in de Concertgebouwbuurt (Alexander Boersstraat 30 en Jan Willem Brouwerstraat 3). De straat begint aan het gedeelte van de Molukkenstraat ten zuiden van de ringvaart als een soort parallelweg van die vaart. Ze loopt daarbij als een been van een driehoek zuidoostelijk weg waarbij de afstand tot de ringvaart steeds groter wordt. Ze passeert daarbij de eeuwenoude Kruislaan van de Watergraafsmeer. Ze eindigt als doodlopende weg bij Knooppunt Watergraafsmeer.
De laan is de belangrijkste toegangsweg voor het Science Park. Ten zuidwesten van de straat ligt het spoorwegemplacement Watergraafsmeer, ten noordoosten het wetenschapscomplex van de Universiteit van Amsterdam.

## Gebouwen
De gebouwen hebben vanzelfsprekend een modern karakter waarbij woontorens afgewisseld worden door relatieve laagbouw (4 a 5 verdiepingen). Sommige gebouwen kregen namen mee van eilanden liggend in de Cycladenarchipel. Opmerkelijke gebouwen zijn:
- Samos, in de volksmond De Tweeling.
- CPO Science Park; een relatieve laagbouwflat tussen Ringvaart en Carolina MacCillavrylaan, gebouwd tussen 2015 (ontwerpfase) en 2019 (oplevering) naar een ontwerp van Atelier van Wengerden (Jacoo van Wengerden); het gebouw is een zelfontwikkelingsproject van dan toekomstige eigenaren op een zelfbouwkavel; het gebouw kent uitkragingen (het oppervlak neemt naar boven toe toe), omdat op het ten noorden van het complex liggende ringdijk niet gebouwd mag worden; door uitsparingen in de uitkragingen vangen ook de laaggelegen verdiepingen voldoende zonlicht;[2]
- KEA; een torenflat op een steeds wijder wordende strook tussen de Ringvaart en Carolina MacGillavrylaan; de woontoren, gebouwd in 2013 tot 2016 en ontworpen de Klundert Architecten was speciaal bestemd voor de gebruikers van het Science Park Amsterdam en starters op de woningmarkt, 22 verdiepingen hoog, bevat 152 appartementen; KEA BV is een samenwerkingsverband tussen Blauwhoed BV en Ymere. Zij verkochten de flat na oplevering aan Syntrus Achmea.[3]
- Milos (vernoemd naar het Griekse eiland Milos), een torenflat eerder Het Kasteel genoemd, naar een ontwerp van HVDN Architecten uit omstreeks 2008; winnaar van de Zuiderkerk Prijs
- Andros, naar een ontwerp van Claus en Kaan Architecten, laagbouw
- Meander, vernoemd naar een meander, een laagbouwflat naar een ontwerp van De Kovel Architecten; de flat zigzagt tussen de MacGillavrylaan en het spoorwegemplacement en biedt ruimte aan ongeveer 750 wooneenheden bestemd voor studenten; door de slingerende gevelwand zijn hofjes ontstaan; gebouwd in opdracht van DUWO
- Studentenflat Science PARK II, een mintgroene torenflat van SJO Architecten, opgeleverd eind 2013; gebouwd in opdracht van DUWO.

Aan de oostkant staan ook de natuurkundige instituten AMOLF en Nikhef en het Amsterdam University College (sinds 2012), die deel uitmaken van het Science Park.

## Openbaar vervoer
Bij de MacGillavrylaan ligt boven de Kruislaan het station Amsterdam Science Park, sinds eind 2009 een halte voor de stoptreinen ("sprinters") van de NS tussen Amsterdam en Weesp. Verder is er een busverbinding (buslijn 40) van het Amsterdamse GVB met het Amstelstation, via de Watergraafsmeer, en met het Muiderpoortstation, via de Indische Buurt.